# Lexikon der bedrohten Wörter
Das Lexikon der bedrohten Wörter ist ein zweibändiges Werk des Autors Bodo Mrozek. Die beiden Bände sind 2005 und 2006 im Rowohlt Verlag erschienen, 2008 kam eine einbändige Sonderausgabe heraus.

## Inhalt
Der Autor des Lexikons ist zwar studierter Philologe und Historiker, versteht sich in seinem Buch jedoch nicht als Sprachwissenschaftler, sondern als „Wörtersammler“, der ein allgemeinverständliches Buch verfasst hat. Das Lexikon ist kein wissenschaftliches Nachschlagewerk, sondern eine Zusammenstellung von teils humorvollen Wortgeschichten mit feuilletonistischem Charakter. Es führt etymologische und journalistische Arbeitsweisen in einem populären Sachbuch zusammen.
Das Buch enthält rund 600 Begriffe aus verschiedenen Kategorien:
- Fast vergessene Wörter, die kaum noch jemand kennt. Die Gründe für ihr Verschwinden sind unterschiedlich. Oft liege ihnen ein gesellschaftlicher Wandel zugrunde, etwa bei der Anrede Fräulein oder dem Wort Aussteuer. Beide seien „sprachliche Zeitzeugen“ (Mrozek) für eine Veränderung der gesellschaftlichen Stellung der Frau.
- Wörter, die von Neologismen ersetzt werden, wie Hagestolz (heute „Single“) oder Gabelfrühstück (heute oft durch „Brunch“ ersetzt).
- Begriffe, deren ursprüngliche Bedeutung verlorengeht, wie die Redewendung „aus dem Stegreif“. Ursprünglich etwas tun, ohne aus dem Steigbügel zu steigen. Heute werde das Wort oft als „Stehgreif“ geschrieben und verändere so allmählich seine Semantik.
- Kurzlebige Modewörter aus der Trend- oder Jugendsprache vergangener Jahrzehnte, wie etwa dufte oder knorke.
- Begriffe, die Dinge bezeichneten, die selbst verlorengehen und in Vergessenheit geraten. So werde das Wort „Wählscheibe“ einer Umfrage zufolge schon heute von jungen Menschen nicht mehr verstanden.[1]
- Wörter, die in ihren zeitgebundenen politischen oder gesellschaftlichen Kontexten kurzzeitig Bedeutung erlangten. Beispiele sind das Schmähwort Übelkrähe, das Herbert Wehner erfand, ebenso der „Problembär“, der Jutebeutel oder der „Elchtest“.

In der Einleitung erklärt Mrozek die sprachwissenschaftlichen Begriffe Archaismus und Historizismus und nennt Zahlen zum Veralten von Begriffen der deutschen Sprache, was im Unterschied zu den Neologismen bisher kaum erforscht sei. Der Duden habe innerhalb von acht Jahren rund 8000 neue Wörter aufgenommen. Gleichzeitig würden jedoch Begriffe aussortiert, die von den Gebrauchswörterbuch-Redaktionen als „veraltet“ klassifiziert werden, weil sie in den gängigen Korpora nicht mehr ausreichend oft auftauchten. Die Zahl dieser verschwindenden Begriffe sei unbekannt.
Die Wiederbelebung vergessener Wörter geschieht Mrozek zufolge nur selten. Ein Beispiel sei das französische Lehnwort „Petitessen“ (Kleinigkeiten). Es galt in den 1970er Jahren als veraltet und wurde aus dem Duden gestrichen. Als es aber Willy Brandt in einer Rede wieder prominent verwendete, sei es plötzlich wieder in aller Munde gewesen – und auch vom Duden wieder aufgenommen worden.
Mit jedem Wort, das aus dem Sprachschatz verschwindet, gerate auch dessen Geschichte in Vergessenheit, die oftmals jahrhundertealt sei. Durch das Erzählen dieser Geschichten könne man kleinen Veränderungen im Alltag und im privaten Leben auf die Spur kommen, die von der Geschichtsschreibung normalerweise nicht erfasst würden. Das Lexikon der bedrohten Wörter verstehe sich deshalb als „eine kleine Kulturgeschichte des Verschwindens“, so das "Vor-Wort".

## Wirkung
Obwohl der Verlag für das Lexikon der bedrohten Wörter keinen Werbeetat vorgesehen hatte, kam schon der erste Band überraschend in die Bestenliste. Die Internetseite zum Buch erreichte in wenigen Wochen mehr als eine Million Besucher. Als Ergänzung zum Buch diente ein Internetprojekt als Rote Liste zum Sammeln aussterbender Wörter. Auf der Website www.bedrohte-woerter.de (inzwischen offline) gingen mehrere Tausend Wortvorschläge aus der Bevölkerung ein.
Die Welt am Sonntag schrieb über Mrozeks Buch, es beinhalte „kluge, fein ironische Erklärungen“, die Berliner Zeitung bezeichnete das Lexikon als „ein amüsantes Panoptikum von Sprachsonderlingen“. Auch der zweite Teil wurde ein Bestseller. Mrozek stellte sein Buch auf etlichen Lesungen und in Fernsehsendungen vor, etwa im ZDF-Nachtstudio.
Anlässlich der Literaturtage in Bad Wildungen wurde 2006 eine Ausstellung zum Lexikon der bedrohten Wörter gezeigt. Die Ausstellung wanderte 2007 in die Stadtbücherei Plettenberg und war auf dem Düsseldorfer Bücherbummel zu sehen, der seine Abschlussveranstaltung 2007 unter das Motto „Bedrohte Wörter“ stellte.
Im Sommer 2007 ermittelte ein Sprachwettbewerb das schönste bedrohte Wort aus mehreren Tausend Einsendungen. Auf den ersten Platz kam das Wort Kleinod. Juroren der von Mrozek geleiteten Jury waren u. a. die Schriftsteller Jakob Hein und Eva Menasse.
Bodo Mrozeks Buch fand Eingang in den deutschen und österreichischen Schulunterricht sowie in die auswärtige Kultur- und Spracharbeit. Im Mai 2006 bereitete der Westermann-Schulbuch-Verlag Texte aus dem Lexikon der bedrohten Wörter als Materialien für den Deutschunterricht auf, 2011 der Schroedel-Schulbuchverlag. Das aus einem interkulturellen Projekt hervorgegangene Sprachbuch Tongue Dilbilgisi Kitabi, das Texte über Sprache u. a. auf Türkisch, Englisch, Spanisch und Deutsch versammelt, nahm 2012 ein Interview mit Bodo Mrozek zum Thema auf. Das Goethe-Institut Lissabon und das Centre Franco-Allemand de Tourraine nahmen Inhalte aus dem Buch in ihre Unterrichtsmaterialien für Deutsch als Fremdsprache auf.
2007 veröffentlichte der österreichische Autor Robert Sedlaczek ein Kleines Handbuch der bedrohten Wörter Österreichs im Ueberreuter Verlag, das sich im Vorwort auf Mrozeks Idee bezieht und diese auf das Österreichische überträgt. Mrozeks Buch zog auch mehrere Plagiate nach sich, die aber nicht annähernd einen ähnlichen Erfolg verzeichnen konnten und weitgehend unbeachtet blieben.